# 1. Fußballclub Frankfurt
El 1. Fußballclub Frankfurt és un club de futbol alemany de la ciutat de Frankfurt de l'Oder, Brandenburg.

## Història
El club va ser fundat com el club de l'exèrcit anomenat KVP Vorwärts Leipzig el 1951. L'any 1953, el club fou traslladat per les autoritats a Berlín sota el nom ZSK Vorwärts Berlin. La següent temporada fou anomenat ASK Vorwärts Berlin i inicià una època d'èxits esportius. El 1966 canvià el nom per FC Vorwärts Berlin. L'any 1971, el club fou traslladat de nou, aquest cop a Frankfurt de l'Oder, per reemplaçar l'equip de la policia secreta SG Dynamo, que s'havia desfet. Amb la reunificació alemanya el club finalitzà la seva relació amb l'exèrcit i adoptà el nom de FC Victoria Frankfurt/Oder. Després de patir problemes econòmics el 1993, es reorganitzà com a Frankfurter FC Viktoria 91. El dia 1 de juliol de 2012, es fusionà amb MSV Eintracht Frankfurt esdevenint 1. FC Frankfurt.

## Palmarès
- Lliga de la RDA de futbol: 
  - 1958, 1960, 1962, 1965, 1966, 1969

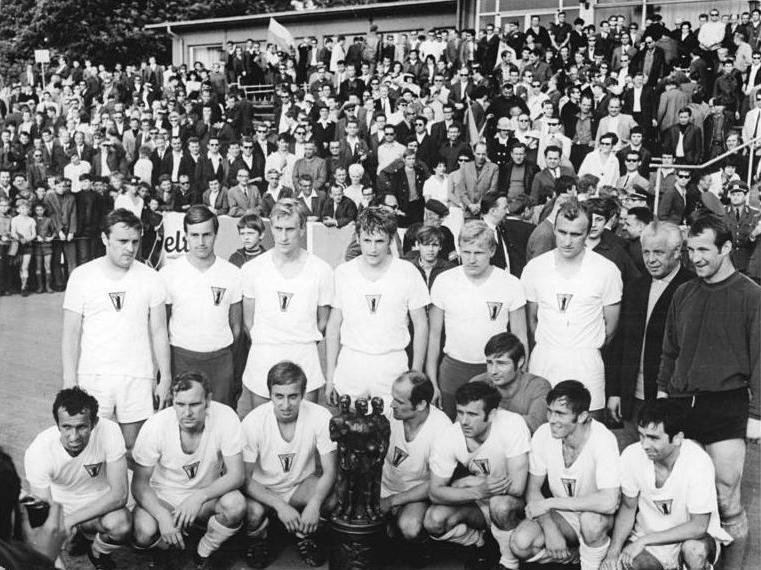
Campió de copa el 1970

- Copa de la RDA de futbol:
  - 1954, 1970